# Віммербю
Віммербю (швед. Vimmerby) — місто в Швеції, адміністративний центр комуни Віммербю Кальмарського лена.
Дата заснування Віммербю невідома. Вперше згадка про нього зустрічається в дарчих грамотах від 1350 року, але, швидше за все, він виник ще за часів вікінгів. Розвиток міста був пов'язаний з торгівлею худобою і виробництвом виробів зі шкіри. Чисельність населення міста залишалася, однак, невеликою. Між 1532 і 1604 роком його привілеї були скасовані. У XX столітті у Віммербю спостерігалося відносно швидке зростання.
Головна вулиця міста, Стургатан (Storgatan), досі зберігає обриси, які вона отримала при забудові в Середньовіччя. У місті велика кількість старих дерев'яних будівель.

## Батьківщина для Астрід Ліндгрен
У місті народилася і виросла Астрід Анна Емілія Ліндгрен — шведська дитяча письменниця, що здобула велику популярність.
При написанні своїх книг, зокрема «Ми всі з Гамірного», Астрід Ліндгрен користувалася спогадами про своє дитинство, проведеним у Віммербю. Поштовхом до написання її книги «Брати Лев'яче серце» став залізний хрест, який вона побачила під час відвідування кладовища у Віммербю, на якому йшлося: «Тут спочивають юні брати Йоган Магнус і Ахатес Фален, пом. 1860». Це надихнуло її до написання повісті про братів і смерть.
У Віммербю з 1981 року працює дитячий парк розваг «Світ Астрід Ліндгрен» (Astrid Lindgrens Värld), присвячений персонажам книг письменниці.

## Відомі персони

### Уродженці
- Косоваре Асллані
- Томас Равеллі

### Померли
- Євген Каск (1918—1998) — естонсько-шведський художник родом з Києва.